# William Lucas Distant
William Lucas Distant, född 12 november 1845 i Rotherhithe, död 4 februari 1922 i Wanstead var en engelsk entomolog. En resa till Malackahalvön på ett valfångstfartyg 1867, där hans far var kapten, väckte hans intresse för naturhistoria och resulterade i verket Rhopalocera Malayana (1882–1886).
Distants samling med 50 000 prover köptes av Natural History Museum 1920.
Auktorsnamnet Distant kan användas för William Lucas Distant i samband med ett vetenskapligt namn inom zoologin; se Wikipedia-artiklar som länkar till auktorsnamnet.